# لرموس
لرموس (به آلمانی: Lermoos) یک منطقهٔ مسکونی در اتریش است که در ناحیه رویت واقع شده است. لرموس ۵۶٫۴ کیلومتر مربع مساحت دارد ۱٬۰۰۴ متر بالاتر از سطح دریا واقع شده است.

## خواهرخوانده
شهر وولن، ارگو خواهرخواندهٔ لرموس هست.